# 种质资源信息网络
美国种质资源信息网络（英語：Germplasm Resources Information Network，GRIN）是美国农业部美国国家遗传资源计划（National Genetic Resources Program）的在线软件项目，提供了植物、动物、微生物和无脊椎动物的种质信息。
GRIN是由美国政府或个人的组织和研究机构组成的美国国家植物种质体系（NPGS）的资源基础，二者致力於保护植物遗传多样性，提高作物的品质和产量。

## 历史
GRIN最初建立於20世纪70年代，服务器是PR1ME微机上，接收GRIN的信息只需有电话通信的计算机终端即可。现在GRIN已经建立在Internet平台上，人人都可以访问此平台，这就可以提高人们对种质资源及其保存和利用体系的认识，吸引社会公众参与保存和利用种质资源的工作。

## 子项目
- 美国国家植物种质体系 National Plant Germplasm System (NPGS)
- 美国国家动物种质体系 National Animal Germplasm System (NAGP)
- 美国国家微生物种质体系 National Microbial Germplasm Program (NMGP)
- 美国国家无脊椎动物种质体系 National Invertebrate Germplasm Program (NIGP)